# ليو باركر (لاعب كرة قدم أمريكية)
ليو باركر (بالإنجليزية: Leo Barker)‏ هو لاعب كرة قدم أمريكية أمريكي، ولد في 7 نوفمبر 1959 في Cristóbal, Colón ‏ في بنما.

## وصلات خارجية
- ليو باركر على موقع مرجع كرة القدم المحترفة.كوم (الإنجليزية)